# Con O'Kelly
George Con O'Kelly (Cork, 29 de outubro de 1886 — Kingston upon Hull, 3 de novembro de 1947) foi um lutador de luta livre britânico.

## Carreira
Foi vencedor da medalha de ouro na categoria acima de 73 kg em Londres 1908.